# Eppstein
Eppstein é um município da Alemanha, situado no distrito de Main-Taunus, no estado de Hesse. Tem 24,21 km² de área, e sua população em 2019 foi estimada em 13.692 habitantes.